# درای ویل (پنسیلوانیا)
درای ویل (به انگلیسی: Dryville) یک منطقهٔ مسکونی در ایالات متحده آمریکا است که در شهرستان برکس، پنسیلوانیا واقع شده‌است. درای ویل ۳۹۸ نفر جمعیت دارد.